# Chamaeleo anchietae
Espèce
Synonymes
- Chamaeleo anchietae marunguensis Laurent, 1952
- Chamaeleo anchietae mertensi Laurent, 1952
- Chamaeleo anchietae vinckei Laurent, 1952

Statut CITES
Statut de conservation UICN

 LC  : Préoccupation mineure
Chamaeleo anchietae, le Caméléon d'Angola, est une espèce de sauriens de la famille des Chamaeleonidae.

## Répartition
Cette espèce se rencontre en Angola et au Congo-Kinshasa ainsi qu’en Tanzanie.

## Étymologie
Cette espèce est nommée en l'honneur de José Alberto de Oliveira Anchieta (1832-1897).

## Publications originales
- Bocage, 1872 : Diagnoses de quelques espèces nouvelles de Reptiles d'Afrique occidentale. Jornal de Sciencias Mathematicas, Physicas e Naturaes Academia Real das Sciencias de Lisboa, vol. 4, p. 72-82 (texte intégral).
- Laurent, 1952 : Batraciens et Reptiles récemment acquis par le Musée du Congo Belge. Revue de Zoologie et de Botanique Africaines, vol. 44, p. 198-203.